# Wapen van Nederweert

Wapen van de gemeente Nederweert

Het Wapen van de gemeente Nederweert werd door de Hoge Raad van Adel aan de Nederlandse gemeente Nederweert toegekend op 2 januari 1919.

## Geschiedenis
De gemeente heeft in 1896 een eerdere aanvraag voor een wapen ingediend, op basis van het historische zegel van de schepenbank. Deze aanvraag werd door de HRvA afgewezen omdat het nogal overladen werd gevonden. Het in 1919 aangevraagde wapen is geheel nieuw ontworpen. De afbeelding op het schild symboliseert de geografische ligging van de gemeente.

## Blazoen
De officiële omschrijving luidt: Doorsneden van azuur en sinopel met eenen golvenden dwarsbalk van zilver; het schild gedekt met eene gouden kroon van drie bladeren en twee parelpunten.